# Lotte Kiærskou
Lotte Faldborg Kiærskou, född 23 juni 1975 i Elling, Frederikshavn, är en dansk handbollsspelare. Hon spelade i anfall som mittnia.

## Karriär
Lotte Kiærskou  började att spela handboll som sexåring i Elling IF. Hon spelade också badminton, fotboll och  tennis med viss framgång. Hon blev nordjysk ungdomsmästere i badminton och tennis, hon var med i pojklaget i fotboll. Hon valde handbollen . Som ungdomsspelare kom hon till Frederikshavn fI och spelade där i 10 säsonger. 2001 blev hon Viborg HK-spelare och vann danska mästerskapet 2002 och 2004. Kierskou vann också EHF Cupen 2004 med Viborg HK.  Den 19 maj 2005 avslutade Lotte Kiærskou sin aktiva karriär  och kort tid därefter blev hon gravid med sitt första barn. I augusti 2006 blev hon assistenttränare (spelande) i Randers HK , men i januari 2008 måste hon sluta som assistenttränare då hon blev gravid igen. Andra graviditeten komplicerades med foglossning som betydde att hon inte kunde delta i träningen längre.

### Landslagskarriär
Lotte Kierskou spelade i U-18 landslaget 1992-1994 och spelade 14 matcher med 31mål. Hon fortsatte i U-20 1994-1996 med 15 matcher och 33 gjorda mål. Direkt i samband med ungdomslandslaget gjorde hon A-landslagsdebut 20 februari i Böndby 1996 mot Sverige i en seger för Danmark 28-22. Kierskou spelade sedan 111 landskamper och gjorde 414 mål i landslaget. Största framgångar var att hon ingick i det danska lag som tog OS-guld i damernas turnering i samband med de olympiska handbollstävlingarna 2000 i Sydney och i det danska lag som försvarade OS-guldet i damernas turnering i samband med de olympiska handbollstävlingarna 2004 i Aten. Den 6 mars 2005 sa hon farväl till en 9 år lång landslagskarriär i Arena Nord i Frederikshavn efter en förlustmatch mot Ungern . 

### Privatliv
Kierskou blev 1999 examinerad lärare och har  arbetat två år som lärare i Frederikshavn, två år som lärare på Randers Realskolas handbollslinje  och i augusti 2003 började hon med att undervisa på Viborg HK College . I dag arbetar hon som lärare på Overlund Skola i Viborg. Privat bildade hon i 11 år par med Viborg-spelaren  Rikke Skov, som hon också har varit i partnerskap med. Kiærskou födde 3. januari 2006 parets första barn Karoline. Sommaren 2008 födde Kiærskou parets andra barn Anna. I oktober 2011 blev det känt att Rikke Skov och Lotte Kiærskou hade separerat.

## Klubbar[6]
- Strandby Ellinge IF (1981 - 1991)
- Frederikshavn FI (1991 – 2001)
- Viborg HK (2001 – 2005)
- Randers HK (2006 – 2008, spelande assisterande tränare 2006-2007)
- Viborg HK (andra laget 2009–2010
- Overlund GF (2011 – 2012?)
- Viborg HK (2014-2015 avbrutit, assisterande tränare)

## Meriter
- 2 OS-guld 2000 och 2004 med Danmarks landslag
- 1 EM-silver med Danmarks landslag 1998
- 1 EM-silver med Danmarks juniorlandslag 1994
- 1 VM-silver med Danmarks U-19 landslag
- 2 Danska mästerskap med Viborgs HK 2002 och 2004
- EHF cupen med Viborgs HK 2004

### Fotnoter
1. ↑  ”Ehf Lotte Faldborg Kierskou”. Arkiverad från originalet den 27 februari 2019. https://web.archive.org/web/20190227060627/http://www.eurohandball.com/ec/cl/women/2004-05/player/503886/Lotte+FaldborgKiaerskou. Läst 26 februari 2019.
2. ↑  ”Lotte Kierskou stopper karrieren”. https://politiken.dk/sport/art4877939/Lotte-Kiærskou-stopper-karrieren. Läst 26 februari 2019.
3. ↑  ”Handball at the 2000 Sydney Summer Games: Women's Handball” (på engelska). sports-reference.com. Arkiverad från originalet den 26 februari 2009. https://web.archive.org/web/20090226133131/http://www.sports-reference.com/olympics/summer/2000/HAN/womens-handball.html.
4. ↑  ”Handball at the 2004 Athina Summer Games: Women's Handball” (på engelska). sports-reference.com. Arkiverad från originalet den 28 februari 2009. https://web.archive.org/web/20090228075851/http://www.sports-reference.com/olympics/summer/2004/HAN/womens-handball.html.
5. ↑  ”Håndboldpar gået fra hinanden”. https://ekstrabladet.dk/sport/haandbold/article4069344.ece. Läst 26 februari 2019.
6. ↑  ”DhDb / Lotte Kierskou”. http://dhdb.hyldgaard-jensen.dk/spiller.php?id=2367. Läst 26 februari 2019.